# حصار شوشا
حِصَارُ شُوشَا أو حِصَارُ قَلعَةِ قَرَه بَاغ أو حِصَارُ پَنَاه آبَاد هو حصارٌ فرضهُ القاجاريُّون بِقيادة الآغا مُحمَّد خان على مدينة شوشا عاصمة خانيَّة قره باغ بِقيادة إبراهيم خليل جوانشير. انتهى الحصار بُعيد ثلاثة أشهرٍ بِالصُّلح بين الجانبين ودُخُول خانيَّة قره باغ تحت جناح الدولة القاجاريَّة؛ مهَّد هذا الانتصار الطَّريق أمام الآغا مُحمَّد خان لفتح تبليسي في معركة كرتسانيسي وإنهاء التَّمرُدات في القوقاز.

## انظُر أيضًا
- معركة كرتسانيسي
- محمد خان القاجاري